# Малибран, Мария
Мари́я Малибра́н (исп. María Malibrán), девичье имя Мари́я Фели́ция Гарси́а-Си́тчес (исп. María Felicia García Sitches; 24 марта 1808, Париж — 23 сентября 1836, Манчестер) — певица испанского происхождения (колоратурное меццо-сопрано), международная «звезда» эпохи романтизма.

## Биография
Родилась в музыкальной семье: отец — композитор, певец-тенор и педагог Мануэль дель Популо Висенте Гарсиа (Россини написал для него партию графа Альмавивы в «Севильском цирюльнике»), мать — оперное сопрано Хоакина Ситчес Брионес, сестра — меццо-сопрано Полина Виардо, брат — баритон и педагог Мануэль Висенте Гарсиа. С 1811 года семья жила в Неаполе. Мария впервые выступила на сцене вместе с родителями в 6-летнем возрасте. Училась музыке и пению у отца. 
В 1815 семья Гарсиа переселилась в Париж, затем в Лондон. Мария училась в монастырском колледже в Хаммерсмите под Лондоном, который закончила в 1824 году, владея пятью языками. Вторично дебютировала на сцене Королевского Лондонского театра в роли Розины в «Севильском цирюльнике» (1825). Когда примадонна Джудитта Паста не смогла выступать по состоянию здоровья, Гарсия предложил, чтобы его дочь взяла на себя роль Розины. Публике очень понравилась молодая сопрано (термина «меццо» тогда не знали), и она продолжала петь эту роль до конца сезона. 
До конца своей короткой жизни Малибран с триумфом выступала в Париже, Нью-Йорке, Мехико. Подписала контракт с Итальянским театром в Париже (1828—1834). С блеском выступала в Милане и Венеции. В 1834 году Малибран переехала в Англию и начала выступать в Лондоне. В конце мая 1836 года она выступила в «Деве Артуа» Майкла Балфа.
В 1831 году примадонна познакомилась с бельгийским композитором и скрипачом Шарлем де Берио, с которым в ходе совместных гастролей у неё завязался роман. Малибран рассталась с мужем и при содействии маркиза де Лафайета в 1836 году вышла замуж за Берио. Мендельсон сочинил по этому случаю свадебную арию. От их брака родился известный впоследствии музыкант и музыкальный педагог Шарль Вильфрид де Берио.
Малибран занималась и сочинением, ей принадлежит несколько песен, в том числе — на слова Марселины Деборд-Вальмор. В 1835 году ей был представлен Юлиус Бенедикт — немецкий пианист и композитор еврейского происхождения, в карьере которого она сыграла значительную роль.
Берио надеялся поселиться с женой около Брюсселя, для чего выстроил в Икселе особняк, ныне известный как павильон Малибран и служащий резиденцией мэра. В сентябре 1836 года актриса принимала участие в музыкальном фестивале в Манчестере. Безвременно скончалась во время представления от ран, полученных при падении с лошади: она не обратилась к врачу, боясь ампутации сломанной ноги. Она рухнула на сцене во время выступления на бис в театре, но настояла на том, чтобы выступить на следующее утро в близлежащей церкви.
Похоронена в Брюсселе на Лакенском кладбище. Библиотека Королевской консерватории Брюсселя хранит, среди прочего, посмертную маску, погребальный отчет доктора Беллуомини на 4-х страницах, а также разрешение манчестерской церкви на передачу тела Малибран в Брюссель.

## Известность, признание и наследие

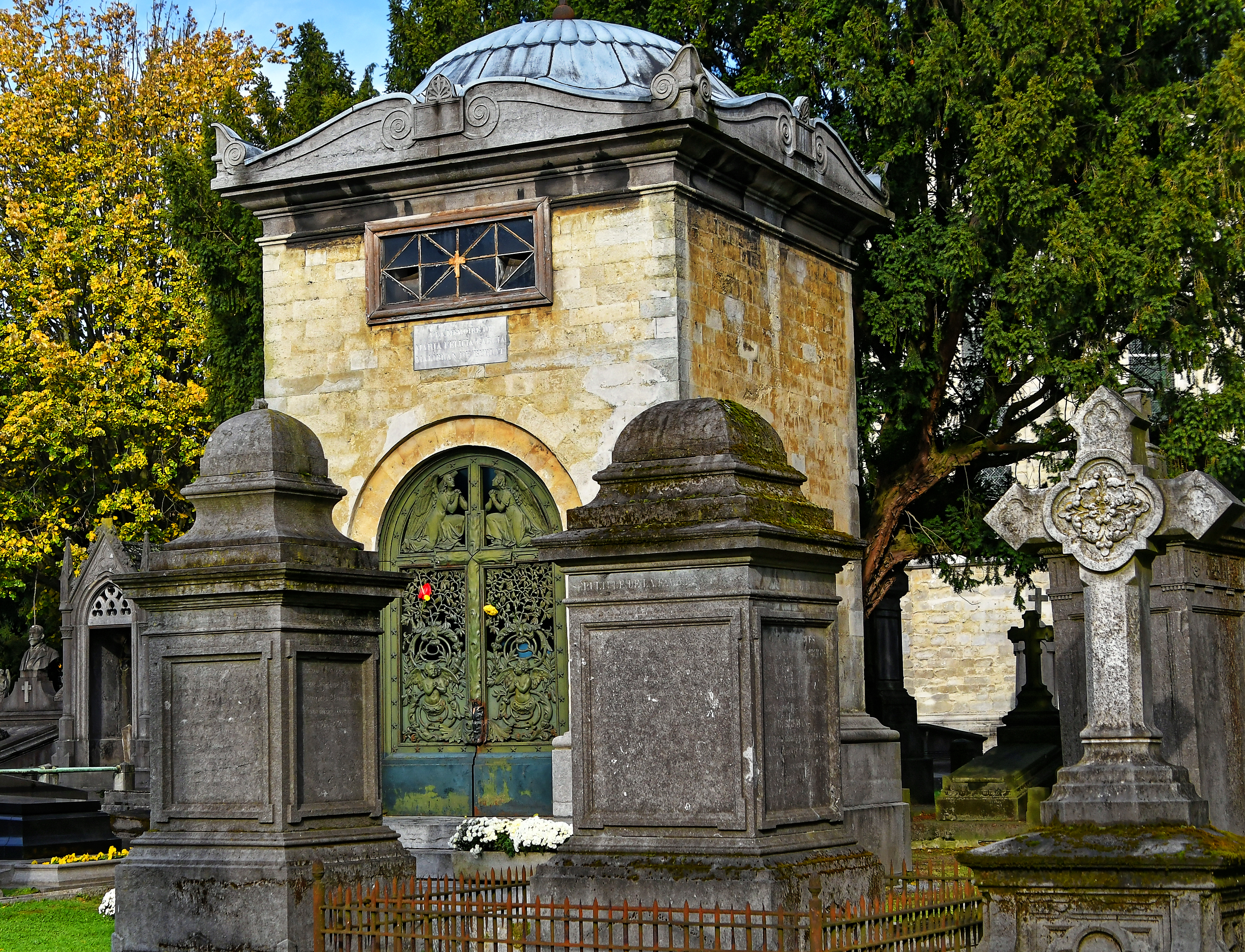
Мавзолей Малибран на Лакенском кладбище

Библиотека Королевской консерватории Брюсселя обладает коллекцией партитур, документов и предметов с изображением дивы, собранных в фонде Марии Малибран.
Малибран посвящали стихи Мюссе и Ламартин, её образ вошёл в роман Жорж Санд «Консуэло». О Малибран сняты фильмы Гвидо Бриньоне (1943, в главной роли — Мария Чеботарь), Саши Гитри (1944), Вернера Шрётера (1972) и др., написаны несколько романов. 
В апреле 1835 года Малибран отказалась принять гонорар за выступление (в опере «Сомнамбула») в старинном венецианском театре Иоанна Златоуста, предложив владельцу театра потратить эти деньги на его ремонт. С тех пор этот театр известен как театр Малибран.
В 1982 году примадонна Джоан Сазерленд провела концертный тур «Малибран». В 2007—2008 годах другая оперная звезда, Чечилия Бартоли, дала серию концертов к 200-летию Малибран. Она посвятила Малибран свой альбом 2007 года, назвав его «Мария».
Дочь Марка Твена по имени Сьюзи, умирая от спинального менингита, адресовала Малибран, которую она считала своего рода покровителем, бредовые строки: «Скажи ей, чтобы Бог благословил тени, а я благословляю свет».